# Jens Ekkenga
Jens Ekkenga (* 28. März 1956 in Emden) ist ein deutscher Rechtswissenschaftler und Hochschullehrer an der Justus-Liebig-Universität Gießen.

## Leben
Ekkenga studierte ab 1975 Rechtswissenschaften an der Universität Frankfurt am Main. Nach dem Ablegen des Zweiten Staatsexamens 1984 praktizierte er bis 1995 zunächst als Rechtsanwalt in Frankfurt. Seit 1989 ist er zugelassener vereidigter Buchprüfer. 1989 promovierte er bei Hans-Joachim Mertens in Frankfurt zum Dr. iur. 1995 habilitierte Ekkenga sich dort und erhielt die Venia Legendi für die Fächer Bürgerliches Recht, Handels- und Gesellschaftsrecht, Internationales Privatrecht, Rechtsvergleichung und Arbeitsrecht.
Für Ekkenga folgten Lehrstuhlvertretungen an den Universitäten Dresden, Berlin und Mannheim. Seit dem Wintersemester 1996/97 hat er den Lehrstuhl für Bürgerliches Recht, Handels- und Wirtschaftsrecht, Rechtsvergleichung an der Justus-Liebig-Universität Gießen inne. Seine Forschungsschwerpunkte liegen im Bereich Unternehmensfinanzierung einschließlich Bilanz- und Steuerrecht, Bank- und Kapitalmarktrecht, Corporate Governance. Ekkenga ist als Mitglied des Expertengremiums „Arbeitskreis Bilanzrecht der Hochschullehrer Rechtswissenschaft“ an der ständigen anlassbezogenen Beratung der Bundesregierung beteiligt. Derzeit leitet er das Forschungsprojekt „Sustainable Finance in Europe“ in Deutschland unter Mitwirkung von Fachkollegen aus 14 EU-Mitgliedsländern.

## Veröffentlichungen (Auszug)
- Die Inhaltskontrolle von Franchise-Verträgen - Eine Studie zu den zivilrechtlichen Grenzen der Vertragsgestaltung im Bereich des Franchising unter Einschluss des Vertragshändlerrechts. Deutscher Fachverlag, Frankfurt am Main 1990, ISBN 978-3-8005-1045-0 (Dissertation).

- Anlegerschutz, Rechnungslegung und Kapitalmarkt - Eine vergleichende Studie zum europäischen, deutschen und britischen Bilanz-, Gesellschafts- und Kapitalmarktrecht. Mohr Siebeck, Tübingen 1998, ISBN 978-3-16-146984-8 (Habilitationsschrift).

- Kölner Kommentar zum Aktiengesetz, Band 4. Daraus Kommentierung der §§ 182–191 und 222–240, Carl Heymanns Verlag, Köln, 3.  Auflage 2017, 2020, ISBN 978-3-452-27675-9